# 安赫
安赫（韓語：안혁，1968年—），知名脫北者，曾經因被控間諜罪進入耀德集中營，後與姜哲煥一同逃離。2003年，安赫與脫北者姜哲煥、李順玉獲得美國國家民主基金會頒發的民主獎章，以鼓勵其對朝鮮人權促進事業所做的努力。

## 著作
- 安赫; 姜哲煥, , : , 1993, ISBN 978-89-85523-01-1, OCLC 29999004
- 安赫, , : , 1995, ISBN 978-89-86144-02-4, OCLC 45322350